# Пінський замок
Міські укріплення Пінська — це комплекс оборонних споруд Пінська, що існували в XIV — XVIII століттях.
Складався із замку та укріплень навколо посаду. Замок розташовувався на городищі, на лівому березі р. Піна. У переписі міста за 1561 — 1566 рр. згадується «Владична вежа», яка стояла окремо в північній частині фортечних укріплень. Крім воріт із підйомним мостом перед нею в лінії оборони були щонайменше 3 вежі, назви яких невідомі. Периметр фортечних укріплень становив 0,5 км. Інформації про будівництво оборонних стін замку немає. Однак із повинностей селян замкової волості випливає, що вони були зобов'язані піклуватися про городню, охороняти замок та забезпечувати запасами. Міщани разом із духовенством виконували також замкові роботи — зрубували замок та палісад, дбали про оборонний рів, мости.
Укріплення навколо посаду складалися з 2 ліній оборони. Перша лінія у вигляді валу, палісаду та рову охоплювала мережу радіальних вулиць, які відходили від замку, а арка впиралася у високе узбережжя Піни і фактично включала територію міста 11-13 ст. Вал переривався 4 воротами (Владична, Міська, Троїцька та Спаська). Вздовж берега річки був дерев'яний палісад, що спускався в оборонний рів. Загальна довжина 1-ї лінії оборони становила 1,4 км. На території, охопленій цим півколом укріплень, розміщався ринок із крамницями, ратушею, житловою забудівлею, криницею традиційними для міст із магдебурзьким правом. У найважливіших місцях оборони (біля міських воріт та на підступах до замку) стояли монументальні споруди монастирів та церков: біля Спаських воріт — францисканський монастир з потужною цегляною огорожею та кутовими вежами, на схід від замку — Богоявленський монастир та колегіум єзуїтів, на захід від Владичної брами колегіуми василіян, мариявітів, кармелітів та Марківський монастир.
Друга лінія оборони, т. зв. острог, завдовжки близько 2 км також лежала на березі Піни. Вона включала 4 брами: Брестську на заході, Вільнюську на півночі, Сіверську та Лещинську на північному сході. На заході та північному заході перед валом ішов штучний оборонний рів, який на північному сході та сході перетворювався на природний потік, що протікав дном, т. зв. Каролінської канави. 3в сходу місто було прикрите Лещинським монастирем та комплексом укріплень Каролінського замку. Перед кожною брамою був підйомний міст, що охоплював оборонний рів.
В результаті війни між Росією та Річчю Посполитою 1654—1667 рр. укріплення Пінська були сильно зруйновані. У 1673 р. сейм Речі Посполитої зазначив, що «прикордонне місто Пінськ не має гідного укріплення проти вторгнення ворога, якому воно піддається разом з повітом», і закликало пінчуків зміцнити місто спільними зусиллями. Усі 3 лінії оборони Пінська (замок, «перекоп», «острог») були збережені до кінця 18 століття. Востаннє вони згадуються в інвентарі Пінського староства у 1783 році. Пізніше, протягом 19 ст., міські укріплення поступово вирівнювались.